# 유옥 전투
유옥 전투(Battle of Yu Oc, 1884년 11월 19일)는 청불 전쟁 기간 동안 청나라군과 흑기군을 상대로 프랑스가 승리를 거둔 전투이다. 전투는 당경숭의 운남군과 유영복의 흑기군에 의해 포위된 뚜옌꽝의 프랑스 수비대를 구하기 위해 벌어졌다. 유옥에서 프랑스군 지휘관이었던 자끄 듀센 대령은 이후 마다가스카르의 정복자(1895)로 두각을 드러냈다.

## 배경
프랑스군은 1884년 6월 흥호아와 타이응우옌을 점령한 후 뚜옌꽝에 기지를 만들었다. 로강을 따라 고립된 정착지인 뚜옌꽝은 통킹에서 가장 서쪽에 위치한 프랑스 전초 기지였으며, 흥호아와 타이응우옌의 프랑스 수비대에서도 100km 이상 떨어져 있었다. 1884년 여름과 가을에는 대대장 프루지(Frauger)의 지휘 하에 1대 대대 2개 중대, 외인부대 1연대(쉬미틀랑 대위와 브루시에 대위)가 이 초소에 주둔했다.
1884년 8월 23일, 청불 전쟁이 발발하자 당경숭의 운남군과 유영복의 흑기군의 공격을 받았다. 보급의 어려움으로 인해 뚜옌꽝 주변의 청나라군의 집결이 지연되었지만, 1884년 10월 12일 운남군의 선봉대가 그 초소를 괴롭히기 시작했다. 프루지의 수비대는 10월 13일과 19일 사이에 수많은 성가신 청나라군의 공격과 싸워야 했다. 프루지의 병사들은 말라리아에도 수 많은 사망자를 냈으며, 10월 말경에는 총 550명의 수비대 병력 중 170명은 복무에 부적합한 상태였다.

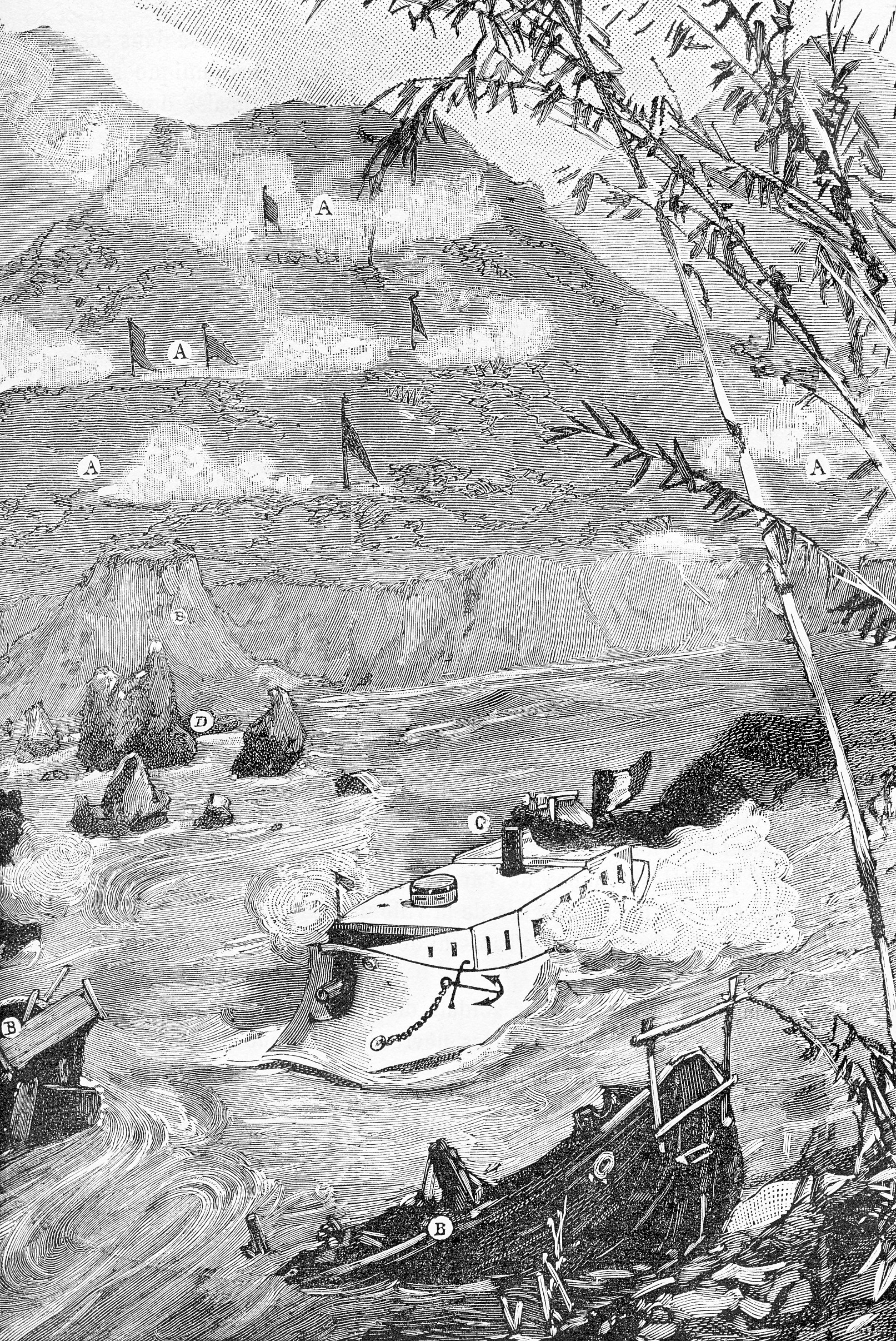
유옥의 청나라 방어진의 집중 공격을 받는 리볼베, 1884년 10월

1884년 10월과 11월에 뚜옌꽝에 기반을 둔 파시형 포함 리볼베(Revolver)와 미트라예즈(Mitrailleuse)와 흥호아에서 운영되는 부르끄(Bourrasque), 에끌레르(Éclair), 무틴(Mutine) 및 트롬브(Trombe)가 뚜옌꽝에 있는 소규모 프랑스 주둔지를 지원하기 위해 흥호아와 뚜옌꽝 사이의 로강을 따라 많은 무기 보급품을 탑재했다. 1884년 10월 15일 리볼버와 미트라예즈가 한 최초의 보급은 성공적이었다. 그러나 10월 말, 흑기군은 유옥을 점령하고, 흥호아에 있는 가장 가까운 프랑스군 초소에서 육로로 뚜옌꽝을 차단하고, 또한 뚜옌꽝으로 가는 강 길을 통제했다. 며칠 전 포함 무틴은 뚜옌꽝에 있는 리볼베와 미트라예즈를 증원하라는 명령을 받았지만, 로강을 항해해 올라가는 동안 좌초되었고, 에끌레르는 무틴을 끌고 흥호아로 견인해 돌아가야 했다.
11월 상반기, 프랑스군은 로강을 오가는 포함이 유옥의 흑기군과 교전하면서 지속적인 사상자를 냈다. 11월 12일 교전에서 트롬브는 1명의 사상자와 7명의 부상자를 냈다. 한 번은 리볼베가 로강에 깔린 장애물을 돌파하기 위해 전속력으로 증기선을 가동해야 했다. 그리고 11월 16일, 리볼베의 선원들은 유옥에 포진한 적의 사격으로 인해 2명이 사망하고, 3명(지휘관, 드 발랭쿠르 중위 포함)이 부상당했다.
통킹 원정군의 사령관 루이 브리에르 드 리즐 장군은 11월 16일 리볼베에 대한 공격에 신속하게 대응했다. 그러한 패턴의 추가 공격을 예견하고, 그는 즉시 유옥에서 떨어져 있는 흑기군을 제거하기 위해 원정대를 파견하기로 결정했다. 식량 수송대가 재보급을 하여 물길로 떠나 뚜옌꽝의 수비대를 구원할 예정이었다. 흥호아에서 자크 뒤센 중령의 지휘하에 포병의 지원을 받아 5개 중대로 구성된 보병대 부대가 꾸려졌다.
뒤센의 부대는 11월 18일 아침 뚜옌꽝을 향해 출발했다. 프랑스군은 흥호아에 정박한 포함 4척의 호위를 받으며, 정크선을 타고 유옥의 상류 7km 지점까지 이동했다. 부대는 11월 18일 오후에 로강의 오른쪽 강둑을 상륙하여, 유옥과 뚜옌꽝을 향해 천천히 일렬로 이동했다. 11월 18일 저녁, 이 부대는 유옥 몇 시간 거리 내에 도달했다. 적의 흔적은 아직 보이지 않았다.

## 전투

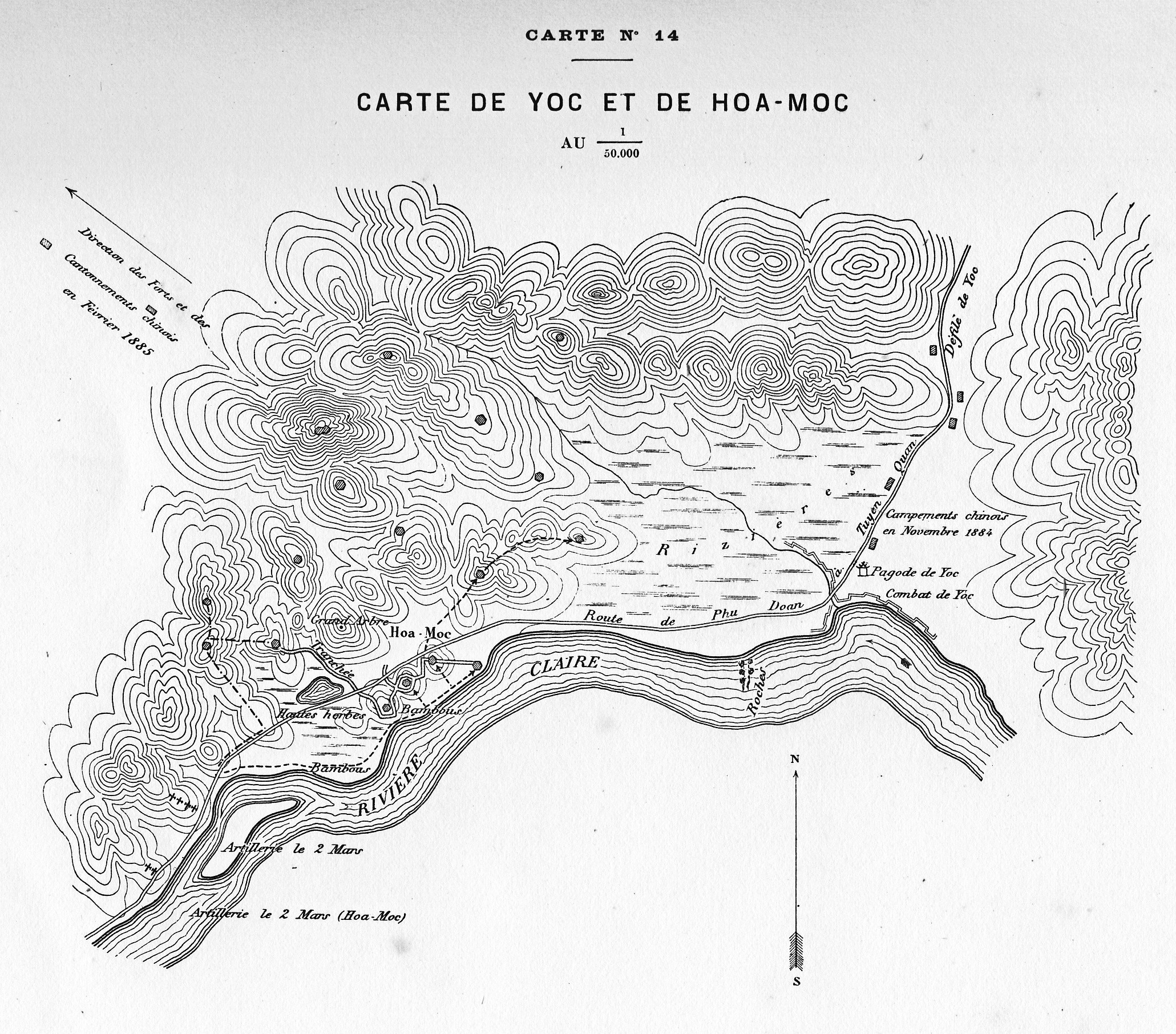
유옥 전투 지도, 1884년 11월 19일

11월 19일. 부대는 새벽에 유옥으로 출발했다. 에르빈(Herbin)과 샤뉴(Chanu)의 해병대 보병 중대가 선봉에 섰다. 포병이 뒤따랐고 외인부대 2개 중대가 후방에 자리를 잡았다. 해병대원은 침묵을 지키며 진격했지만, 청나라군이 그들의 행진을 알고 있다는 것을 인식하고 있었다. 오전 7시경 부대의 앞 열에서 3발의 총이 발사되었다. 청나라군 척후병들이 동료들에게 프랑스군이 오고 있다고 경고하는 총성이었다. 해병대 보병은 계속 전진하면서 청나라군이 나타나길 기다렸다. 몇 분 후, 전위대가 청나라군 척후병들로부터 3면에서 발포를 당했다. 청나라군들은 길을 가로질러 서쪽 숲과 로강의 먼 강둑에 배치되어 있었다.
뒤센은 해병대 보병 2개 중대에게 청나라 차단 기지를 정면 공격을 하도록 명령했고, 드 보렐리(de Borelli)의 외인부대 중대가 동시에 적의 오른쪽 측면을 공격하도록 했다. 세 중대는 배치를 끝내고, 교차 사격으로 청나라 초소를 차지한 후, 드 보렐리의 외인부대원은 청나라 정면 전열을 공격하며, 달려 나갔다. 궈리(Goeury) 중위와 소대원 2명이 이 공격으로 부상을 입었다. 300미터 후방의 강화 진지에서 상당한 병력의 청나라군이 모습을 드러내며 큰 나무가 보이는 곳 가운데로 도주했다.
해병대 보병은 청나라 본대 진지로 진격을 시도했지만, 더 나아가기 위한 모든 노력은 집중 사격으로 인해 막혔다. 2시간 이상 동안 정면과 강의 동안의 척후병들이 사격을 받고서 그들은 흑기군 전열 앞에서 묶여 있었다. 해병대원들이 흑기군과 총격전을 벌이자, 대열에서 사상자가 증가하기 시작했다. 장교 슈스터(Schuster) 중위가 전사했다. 드라프(Derappe)의 대포는 그들을 지원하기 위해 최선을 다했고, 강 건너 청나라 요새와 적 척후병들에게 포격을 퍼부었다. 결국 보병과 포병 모두 탄약이 부족해지기 시작했고, 포함 선단의 흔적은 보이지 않았다.

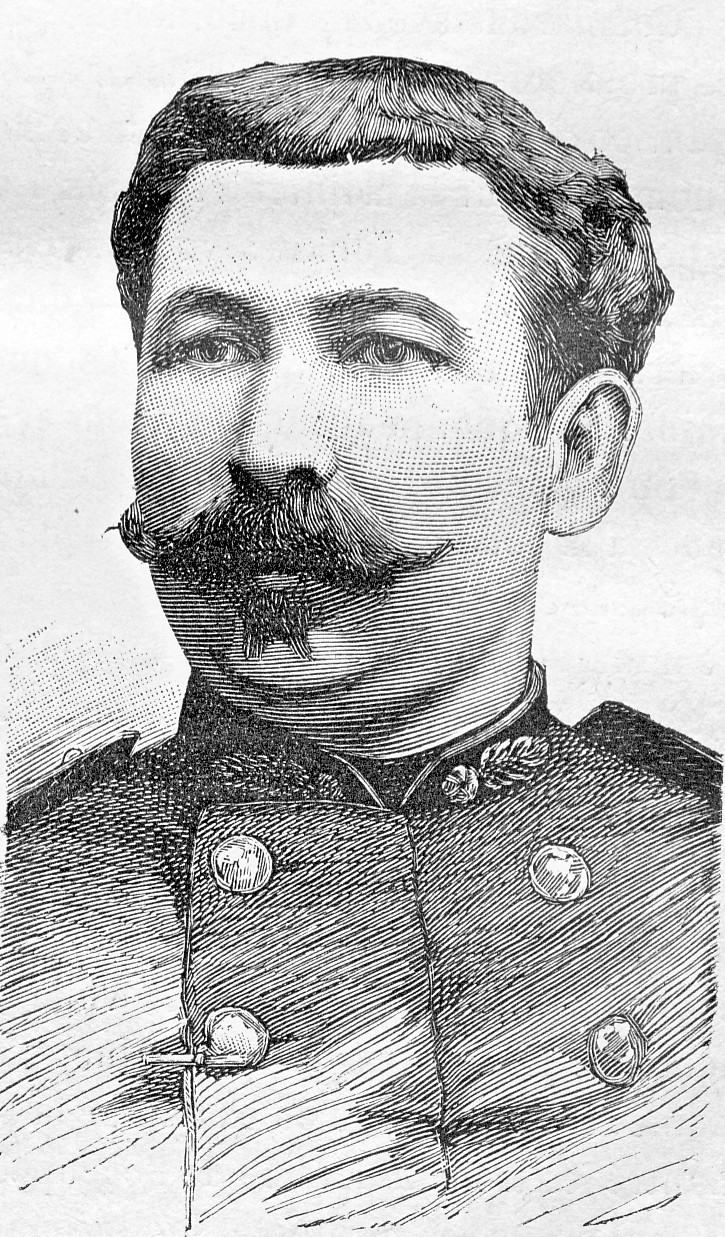
유옥에서 부상당한 프랑스 외인 부대의 궈리 중위, 1884년 11월 19일

그러나 도움이 오고 있었다. 샤뉴와 에르빈의 중대가 적과 정면으로 맞서고 있는 동안, 드 보렐리의 외인부대 중대는 다시 한번 청나라 측면에서 행진했다. 오전 10시에, 해병대원들이 마지막 몇 라운드까지 쓰러진 것처럼, 외인부대원은 숲에서 청나라군 진지 서쪽으로 나타나 퇴로를 위협했다. 청나라군은 즉시 기지를 버리고 깃발 여러 개와 탄약 상자를 남긴 채 유옥 쪽으로 퇴각했다.
뒤센은 계속 압박했고, 보렐리의 외인부대원은 주도권을 잡고 있었다. 10분 후 부대는 깊고 거의 수직인 계곡에 이르렀으며, 반대편에는 청나라군 요새가 있었다. 요새의 청나라군은 프랑스군 선봉대를 향해 총격을 가했으며, 드 보렐리는 지친 병사들에게 착검을 하고 돌격하라고 명령했다. 외인부대원은 총을 쏘지 않고 계곡 아래로 내려갔다가, 맞은편으로 기어 올라갔다. 청나라군은 프랑스군이 근접하기 전에 방어진을 포기하고 유옥의 숲속으로 사라졌다. 드 보렐리와 샤뉴는 유옥 탑으로 밀고 나갔고, 방어막을 형성하기 위해 중대를 배치했다. 에르빈과 무리네(Moulinay)의 병사들은 청나라 병영에 불을 지르고 진지 일부를 파괴했다.
여전히 오전 10시 30분 밖에 되지 않았지만, 부대는 이미 두 번이나 작전을 펼쳤다. 뒤센은 이제 병력들이 재집결하는 것으로 멈추게 하고, 이른 점심을 먹이며, 탄약을 보충할 수 있게 했다. 프랑스군은 시체를 매장하고 마침내 부대와 연결이 닿게 된 포함 에끌레르에 부상자들을 태워 뚜옌꽝까지 데려가게 했다. 한 시간 후에 행진이 재개되었다. 오후 3시 30분에 이 부대는 유옥의 소로에 접어들었으며, 뚜옌꽝 쪽으로 난 출구는 2개의 작은 요새와 일련의 참호로 막혀 있었다. 거의 300m 깊이의 가시울타리가 길을 덮고 있었다. 뚜옌꽝 방향에서 온 군대는 이 고개를 넘을 수 없었다. 오후 7시경, 전위대가 성채에 접근했다. 포위된 요새의 초병이 긴장할 것이라고 생각하면서, 나팔수들이 르 부댕의 처음 몇 마디를 연주했고, 유명한 외인부대의 후렴구에 뚜옌꽝의 군대가 응답을 했다. 성곽에서 온 정찰대는 등불을 들어 마지막 개울을 쉽게 건너도록 했다.
유옥의 교전으로 프랑스군 사상자는 10명이 사망하고, 37명이 부상을 입었으며, 대부분은 해병대 보병들이었다. 청나라와 흑기군 사상자는 알려지지 않았지만, 프랑스 사상자보다 확실히 높았다.

## 여파
11월 20일, 에끌레르(Éclair)의 호휘 하에 호송대는 뚜옌꽝에 도착했다. 다른 포함은 유옥에 남아있었다. 같은 날, 일시적으로 외인부대 대대 전체를 지휘하에 두게 된 뒤센은 뚜옌꽝 주변에서 흑기군을 제거하기 위해 강력한 정찰대를 내보냈다. 그 자신도 자신도 쯔엉무(Truong Mu)로 진격하여 흑기군을 다시 푸안빈(Phu An Binh)을 향해 내밀었다. 한편 스미틀랭(Chmitelin) 선장은 에끌레르에 장착된 대포의 호휘 하에 로강 좌안에 있는 뚜옌꽝 근처의 청나라군 진지를 파괴하러 갔다. 11월 21일과 22일, 뒤센은 북서쪽으로 전진하여 흑기군이 기지로 사용한 동디엔 마을을 불태웠다. 흑기군은 접근로에 있는 마을을 대피시켰고, 프랑스군의 전진을 막지 않았다. 11월 22일 저녁, 뒤센은 뚜옌꽝으로 돌아왔다.
뒤센의 부대는 11월 23일 뚜옌꽝을 떠나 선떠이로 돌아왔다. 귀환 행군을 하는 중에 뒤센은 뚜옌꽝의 남쪽에서 80km 떨어진 로강 강변의 푸도언에 프랑스군 기지를 설립하여 해병대 보병 중대를 수비대로 남겼다.
뒤센은 원래 뚜옌꽝 요새를 지키고 있던 외인부대 2개 중대를 데려가고, 대대장 마르 에드몽 도미네(Marc-Edmond Dominé)를 남겨 새 기지의 지휘관으로 임명했다. 그의 휘하에 드 보렐리와 무리네의 외인부대 중대, 디아의 통킹 소총병, 드라프의 포병대 포대, 보비요의 공병대와 소규모의 의료, 행정 참모를 남겨두었다. 포함 리볼베(Revolver)는 더 일찍 떠났지만, 미트라예즈는 기지 방벽 너머의 로강에 있는 나루에 남아있었다. 뚜옌꽝 요새는 이제 630명 이상의 병력으로 구성되어 있었으며, 120일 분량의 식량과 군수품을 제공했지만, 포탄은 200개에 불과했다.
파시형 포함 리볼베는 뚜옌꽝에서 철수했지만, 미트라예즈는 나루에 남아있었고 이후 뚜옌꽝 포위전에서 두각을 드러냈다.
뒤센이 떠난 다음 날인 11월 24일 도미네는 뚜옌꽝이 포위당한 것을 알아챘다. 유옥 전투는 4개월간의 뚜옌꽝 포위전(1884년 11월 24일 – 1885년 3월 3일)의 전초전이었을 뿐이었다.

## 통지문
1884년 11월 24일, 브리에르 드 리즐 장군은 유옥에서의 승리를 기념하기 위해 다음 날 통지문을 발송했다.
| “ | 원정군을 지휘하는 총사령관은 뒤센 대령이 흑기군을 물리치고 달성한 화려한 성공을 부대들에게 알리게 되어 기쁘다. 운남군 정규군은 뚜옌꽝 남부의 로강 오른쪽 강변에 집중되어 강력하게 자리잡고 있었다. 11월 19일, 유옥에서 4시간 지속된 어려운 작전으로 적군이 서쪽으로 도주했다. 11월 20일, 부대는 뚜옌꽝을 떠나 이웃 마을에 있는 청나라군이 구축해 놓은 토벽을 모두 파괴하고, 장비를 불태웠다. 적들은 총검에 쫓겨났다. 포함 에끌레르는 이 두 작전에 적극적으로 참여했다. 우리의 손실은 해병대 슈스터 소위와 외인부대 궈리 중위를 포함한 25명의 병사들이 부상을 당했다. | ” |

청불 전쟁 당시의 대부분의 프랑스군 통지문은 굉장히 정확하게 프랑스 사상자를 기록했다. 그러나 이 특정 통지문은 유옥의 프랑스군 사상자를 약간 과소평가했다.

## 참고 자료
- Harmant, J., La verité sur la retraite de Lang-Son (Paris, 1892)
- Hubert, C., Le colonel Dominé - Algérie, Armée de la Loire, Tonkin, Défense de Tuyen-Quan 1885 (Paris, 1938)
- Huguet, E, En colonne: souvenirs d'Extrême-Orient (Paris, 1888)
- Lecomte, J., Lang-Son: combats, retraite et négociations (Paris, 1895)
- Lonlay, Dick de, Au Tonkin, 1883–1886: récits anecdotiques (Paris, 1886)
- Lonlay, Dick de, Le siège de Tuyen-Quan (Paris, 1886) (= Au Tonkin, 363–448)
- Nicolas, V., Livre d'or de l'infanterie de la marine (Paris, 1891)
- Lung Chang [龍章], Yueh-nan yu Chung-fa chan-cheng [越南與中法戰爭, Vietnam and the Sino-French War] (Taipei, 1993)
- Thomazi, A., Histoire militaire de l'Indochine français (Hanoi, 1931)
- Thomazi, A., La conquête de l'Indochine (Paris, 1934)